# 沉量级
次中量級（英語：welterweight）又稱為「沉量級」，是搏击运动的体重级别之一。

## 拳击
拳击运动中次中量级的划分标准为不超过140磅（63.5公斤）至147磅（66.7公斤）。亨利·阿姆斯壯保持着该级别连续卫冕的纪录，共19次成功卫冕拳王头衔。

### 现任次中量级世界拳王
| 组织        | 日期          | 拳王                  | 战绩         | 卫冕次数 |
| ----------- | ------------- | --------------------- | ------------ | -------- |
| WBA（超级） | 2022年4月16日 | 小艾羅爾·史彭斯       | 28-0 (22 KO) | 0        |
| WBA（常规） | 2022年4月16日 | 艾曼特斯·斯塔尼奧尼斯 | 15-0 (10 KO) | 0        |
| WBC         | 2019年9月28日 | 小艾羅爾·史彭斯       | 28-0 (22 KO) | 2        |
| IBF         | 2017年5月27日 | 小艾羅爾·史彭斯       | 28-0 (22 KO) | 5        |
| WBO         | 2018年6月9日  | 特伦斯·克劳福德       | 38-0 (29 KO) | 5        |

## 踢拳
在踢拳运动中，不同组织对次中量级的划分标准并不相同，如国际踢拳联合会的标准为142.1磅至147磅（64.4公斤至66.8公斤）。

## 综合格斗
在综合格斗中，次中量級的标准为155磅至170磅（70.3公斤至77.1公斤）。